# Jean Leray
Jean Leray (Chantenay-sur-Loire, en l'actualitat un barri de Nantes, 7 de novembre de 1906 - 10 de novembre de 1998) va ser un matemàtic francès, que va treballar en equacions diferencials parcials i topologia algebraica.

## Biografia
Va estudiar a l'École Normale Supérieure de 1926 a 1929. i es va doctorar el 1933. Des de 1938 fins al 1939 va ser professor a la Universitat de Nancy. No va ser part del grup Nicolas Bourbaki, malgrat la proximitat amb els seus fundadors.
El seu principal treball en topologia es va dur a terme mentre era presoner de guerra al campament d'Edelbach, Àustria de 1940 fins al 1945. Va ocultar el seu coneixement en el camp de les equacions diferencials, per temor que les seves connexions amb les matemàtiques aplicades poguessin ser utilitzades en la guerra. La seva labor en aquest període, ha demostrat ser seminal. Va estar en l'origen, conjuntament, de les idees de la Seqüència espectral i la Teoria de feixos. Aquestes van ser posteriorment desenvolupades per molts altres cientícs, i es convertiren ambdues en eines importants en el camp de l'àlgebra homològica.
Va tornar a treballar en equacions diferencials parcials al voltant de 1950. Fou professor a la Universitat de París entre 1945 i 1947, i després del Collège de France fins al 1978, i va ser guardonat amb el Premi Malaxa (Romania, 1938), el Gran Premi en ciències matemàtiques (Acadèmia Francesa de les Ciències, 1940), el Premi Feltrinelli (Accademia Nazionale dei Lincei, 1971), el Premi Wolf en Matemàtiques (Israel, 1979), i la Medalla d'Or Lomonóssov (Moscou, 1988).